# Ceratophyllaceae
Famille
Classification APG III (2009)
Les Ceratophyllaceae sont une famille de plantes à fleurs (les Angiospermes) qui comprend une dizaine d'espèces appartenant au genre Ceratophyllum.
Ce sont des plantes aquatiques des étangs et rivières à faible courant, entièrement immergées, sans racine. Les feuilles sont en verticilles, les tiges présentent de nombreuses ramifications et sont très cassantes. La floraison a lieu dans l'eau qui assure la pollinisation. Plante à croissance rapide, grosse productrice d'oxygène, l'espèce Ceratophyllum demersum est utilisée en aquariophilie.

## Étymologie
Le nom vient du genre-type Ceratophyllum dérivé du grec κέρας / keras, corne, trompe, et φύλλων / fyllon, feuille.

## Classification
Suivant la classification phylogénétique cette famille fait partie des ordres de divergence ancienne et ne sont pas de vraies dicotylédones.

## Liste des genres
Selon World Checklist of Selected Plant Families (WCSP) (22 avr. 2010), Angiosperm Phylogeny Website (21 mai 2010), NCBI (22 avr. 2010), DELTA Angio (22 avr. 2010) et ITIS (22 avr. 2010) :
- genre Ceratophyllum L. (1753)

## Liste des espèces
Selon World Checklist of Selected Plant Families (WCSP) (22 avr. 2010) :
- genre Ceratophyllum L. (1753)
  - Ceratophyllum demersum L. (1753)
  - Ceratophyllum muricatum Cham. (1829)
  - Ceratophyllum platyacanthum Cham. (1829)
  - Ceratophyllum submersum L. (1763)

Selon NCBI (22 avr. 2010) :
- genre Ceratophyllum
  - Ceratophyllum demersum
  - Ceratophyllum echinatum
  - Ceratophyllum submersum
  - Ceratophyllum tanaiticum